# Chaetomium thermophilum
Chaetomium thermophilum är en svampart. Chaetomium thermophilum ingår i släktet Chaetomium och familjen Chaetomiaceae.

## Underarter
Arten delas in i följande underarter:
- coprophilum
- dissitum
- thermophilum